# Błękitna nuta
Błękitna nuta (fr. La Note bleue) – francusko-niemiecki film fabularny z 1991 roku w reżyserii Andrzeja Żuławskiego przedstawiający 36 godzin z życia Fryderyka Chopina.

## Fabuła
Pewnego letniego dnia 1846 roku, George Sand wyprawia przyjęcie w swojej wiejskiej posiadłości w Nohant. Wśród zaproszonych gości znajdują się m.in. malarz Eugène Delacroix, śpiewaczka operowa Pauline Viardot i rosyjski pisarz Iwan Turgieniew. Długo trwający związek Sand z polskim pianistą Fryderykiem Chopinem zmierza ku końcowi. Sytuację stara się wykorzystać młoda Solange, zakochana w Chopinie.
Film jest indywidualnym spojrzeniem Żuławskiego na życie Chopina i jego relacje z najbliższymi, którzy są przedstawieni jako samolubni, małostkowi i płytcy oportuniści, podczas gdy Chopin został sportretowany jako tragiczny, niezrozumiany przez otoczenie geniusz.

## Obsada
- Marie-France Pisier – George Sand
- Janusz Olejniczak – Fryderyk Chopin
- Sophie Marceau – Solange Sand
- Noemi Nadelmann – Pauline Viardot
- Féodor Atkine – Eugène Delacroix
- Aurélien Recoing – Auguste Clésinger
- Benoît Le Pecq – Maurice Sand
- Grażyna Dyląg – hrabina Laura Czosnowska
- Roman Wilhelmi – baron Wojciech Grzymała
- Pavel Slabý – Jan
- Gilles Détroit – Fernand de Préaulx
- Redjep Mitrovitsa – Alexandre Dumas syn
- Beatrice Buchholz – Augustine Brault
- Serge Ridoux – Louis Viardot
- Serge Renko – Iwan Turgieniew
- Théophile Sowié – Carambé
- Clément Harari – Demogorgon